# Zooey Deschanel
Zooey Claire Deschanel,  ameriška igralka, pevka in tekstopiska, * 17. januar 1980, Los Angeles,  Kalifornija, Združene države Amerike.
Leta 1999 je igralka debitirala v filmu Mumford. Leto kasneje je sledila vloga Anite, težavne sestre mladega Williama Millerja v delno avtobiografskem filmu Camerona Crowa Almost Famous. Deschanelova se je nato pojavila v filmih Elf (2003), The Hitchhiker's Guide to the Galaxy (2005), Failure to Launch (2006), Bridge to Terabithia  (2007) in The Happening (2008). Sledila sta filma Yes Man (2008) in (500) Days of Summer (2009). Trenutno nastopa v seriji New Girl na televizijskem programu Fox.
Od leta 2001 je Deschanelova nekaj let nastopala v kabaretni jazz predstavi If All the Stars Were Pretty Babies z igralko Samantho Shelton. Je pevka, poleg tega pa igra še naslednje inštrumente: klavir, tolkala, bedžo in ukulele. Pogosto poje tudi v filmih. V sodelovanju z glasbenikom Matthewom Wardom je marca 2008 izdala svoj prvi album Volume One. Naslednji album Volume Two je bil v ZDA izdan marca 2010. Poročena je s frontmenom skupine Death Cab for Cutie Ben Gibbard, vendar od novembra 2011 živita ločeno.
Njena starejša sestra je igralka Emily Deschanel.